# 천위시
천위시(중국어 간체자: 陈芋汐, 정체자: 陳芋汐, 병음: Chén Yùxī, 한자음: 진우석, 2005년 9월 11일~)은 중화인민공화국의 다이빙 선수이다. 2020년 하계 올림픽에서 여자 10m 싱크로 금메달과 10m 플랫폼 은메달을 획득했다.